# Miroslav Pržulj
Miroslav Pržulj ( em sérvio:  Мирослав Пржуљ   (* 1 de Janeiro de 1959 em Sarajevo, República Federal Socialista da Jugoslávia ) conhecido pelo seu nome artístico Lepi Mica (Em sérvio: Лепи Мића) é um bósnio - sérvio cantor de turbo-folk e participante de reality shows
Pržulj nasceu em 1 de janeiro de 1959 na cidade iugoslava de Sarajevo . Após a formatura, ele trabalhou como garçom e frequentou a escola de música. Sua carreira musical começou em 1989, quando ele lançou o álbum Rrlet sreće . Um ano depois, u ovom gradu. 
Durante a guerra Bósnia partir de 1992, ele deixou Sarajevo e se mudou para Belgrado . Lá ele levou em 1992 o álbum Republika Srpska, que tinha conteúdo nacionalista e sobre a  Grande Sérvia . Outras publicações durante a guerra em 1993 Pravoslavci e 1994 Gde cvetaju bozuri . Ženo plave kose foi lançado em 1996 e svaka me zima na tebe sjeća em 1998. Pržulj então fez uma pausa musical de dez anos e retornou em 2008 com o álbum nacionalista Oj Srbijo, majko moja . Em 2017, após mais um intervalo de quase dez anos, foi lançado um novo álbum de música intitulado Četnički Vojvoda Milan II Kuzmanović (Procvat) . 
Além disso, ele participou da 5ª, 6ª e 7ª temporada da edição sérvia do reality show The Farm, que foram transmitidos em 2013, 2015 e 2016 na Sérvia, Montenegro e Bósnia-Herzegovina. Sua primeira tentativa de ganhar o show mas falhou depois de ser desclassificado por "discurso de ódio". Suas tentativas de ganhar nas duas temporadas seguintes, não foram bem sucedidas - ele se aposentou cedo. Pržulj também participou da primeira temporada do programa Zadruga, que aconteceu de 6 de setembro a 20 de junho de 2018. Ele alcançou o 12º lugar entre 30 participantes. 

## Discografia
- Rulet srece (1989)
- U ovom gradu (1990)
- Republika Srpska (1992)
- Pravoslavci (1993)
- Gde cvetaju bozuri (1994)
- Ženo plave kose (1996)
- Svaka me zima na tebe sjeća (1998)
- Oj Srbijo, majko moja (2008)
- Četnički Vojvoda Milão II Kuzmanović (Procvat) (2017)

## Links da web
- Biografia curta (sérvio)
- conta MySpace
- Lepi Mica na Last.fm |